# Suck It and See (canção)
"Suck It and See" é o terceiro single do quarto álbum de estúdio do Arctic Monkeys, que possui o mesmo nome. O título do álbum foi retirado da canção. O single foi lançado para download e em vinil no dia 31 de outubro de 2011, juntamente com a música "Evil Twin", como lado B. Eles tocaram a música no programa do Graham Norton Show em 28 de outubro. Foi um dos raros incidentes em que o lado B de um single ocupou uma posição mais alta nas paradas do que a canção principal. "Suck It And See" ocupou a posição 149 e "Evil Twin" alcançou o número 114 nas paradas britânicas.

## Composição
Turner começou a escrever a canção enquanto realizava as gravações para a trilha sonora do filme "Submarine". Ele disse à NME: "A melodia e o refrão surgiram na minha mente, em um estilo meio Beach Boys, que é uma banda que tenho ouvido muito ultimamente, e que sempre ouvi. Optamos pelo título quando a música já estava quase pronta."
Ainda sobre a composição, Turner também disse que a letra surgiu em um momento semelhante ao que Paul McCartney teve ao compor "Yesterday", tentando cantar algo que se encaixasse na melodia, e "Suck It And See" acabou combinando com a canção. Como já explicado anteriormente por Matt Helders, Turner disse ainda que o título é uma expressão britânica que significa "tentar algo novo", "dar uma chance". O sentido da expressão seria tentar para ver o que acontece.
A letra da canção possui um verso que diz, "Você é mais rara que uma lata de Dandelion & Burdock/E as outras garotas são apenas limonada postmix". Dandelion & Burdock é um refrigerante tradicional britânico, feito de dente-de-leão fermentado e raíz de bardana, e possui espuma natural. "Muita gente não entende o que é", diz Turner, "Uma coisa que eu gosto é de usar coloquialismos onde parece estranho - principalmente em outras faixas mais pesadas, é meio engraçado colocar algo muito britânico em meio a guitarras brutas."

## Videoclipe
Dirigido por Focus Creeps, cujo histórico de trabalho inclui videos para Neon Indian, o clipe tem a participação do baterista Matt Helders, que interpreta um motociclista que é atormentado pela namorada, interpretada pela modelo Breana McDow. De acordo com os diretores, o vídeo foi inspirado em "fins de semana perdidos" em Los Angeles. De Lennon à Lemmy o clipe simula o que aconteceria se dois roqueiros se perdessem e nunca mais voltassem. O vídeo contém fragmentos do "fim de semana perdido" de Helders no velho oeste.
Aaron Brown, parte do grupo Focus Creeps disse à NME: "O vídeo inteiro é Matt Helders interpretando o Lemmy, caso sua primeira namorada não tivesse morrido e ele nunca tivesse se tornado músico, sendo apenas um cara normal: disfuncional, confuso. Eu não gostei muito do primeiro ator que escolhemos e Al (Turner) sugeriu que Matt interpretasse."
O clipe de "Suck It And See" estreou no dia 16 de setembro de 2011 e contém uma rápida aparição de Alex Turner. O lado b da canção, "Evil Twin", também possui um vídeo que continua a história, mas apresenta um tom mais rápido e mais obscuro.  Foi lançado em 27 de outubro de 2011 no YouTube. Os dois vídeos foram dirigidos por Focus Creeps, bem como o vídeo da música "Black Treacle", lançado em 2012, que encerra a série de clipes.

## Faixas
Todas as letras escritas por Alex Turner, todas as músicas compostas por Arctic Monkeys.
| 7"  |                   |        |         |  |
| N.º | Título            | Letras | Duração |  |
| 1.  | "Suck It and See" |        | 3:45    |  |
| 2.  | "Evil Twin"       |        | 3:23    |  |

| Digital download |                   |         |  |
| N.º              | Título            | Duração |  |
| 1.               | "Suck It and See" | 3:45    |  |
| 2.               | "Evil Twin"       | 3:23    |  |

## Posições
| Chart (2011)                                  | Posição |
| --------------------------------------------- | ------- |
| Bélgica (Ultratip Bubbling Under de Flandres) | 20      |